# 目達原駐屯地

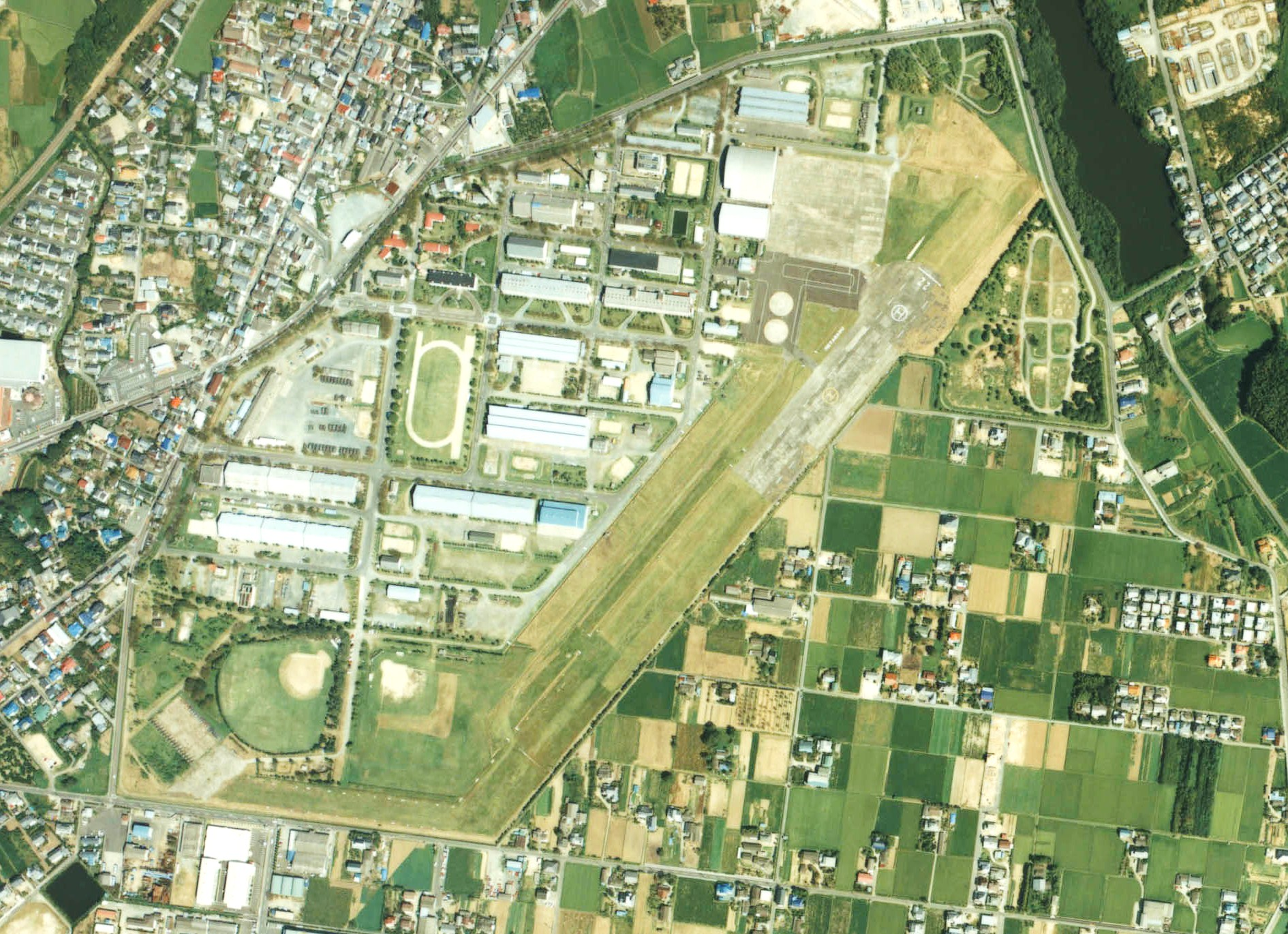
目達原飛行場付近の空中写真（1987年撮影）

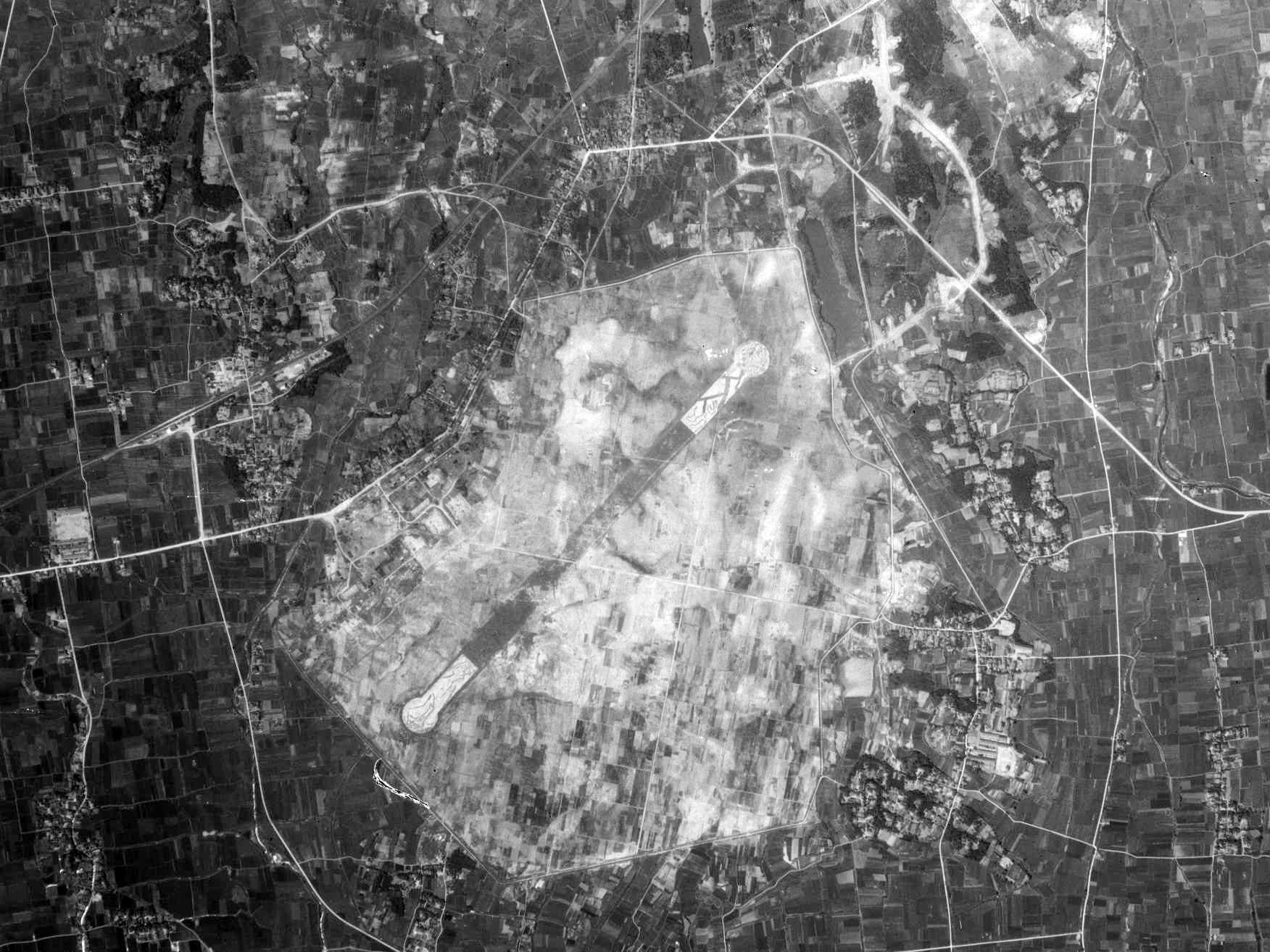
目達原飛行場の空中写真（1948年）

目達原駐屯地（めたばるちゅうとんち、JGSDF Camp Metabaru）は、佐賀県神埼郡吉野ヶ里町に所在し陸上自衛隊九州補給処等が駐屯する陸上自衛隊の駐屯地である。

## 概要
駐屯地司令は、陸上自衛隊九州補給処長が兼務する。同駐屯地には他に目達原飛行場がある。駐屯地業務隊はなく、駐屯地業務を九州補給処総務部が担当する。鳥栖分屯地が隷属する。
また、かつては佐賀県警察のヘリコプター基地としても利用されていたが、現在は佐賀市の佐賀空港に移転している。

## 沿革
日本陸軍
- 1943年（昭和18年）：大日本帝国陸軍大刀洗陸軍飛行学校目達原分校として創立。陸軍特別攻撃隊の教育隊が置かれた。
- 1949年（昭和24年）5月22日：飛行場跡地の開拓地に昭和天皇が行幸（昭和天皇の戦後巡幸）[3]。

保安隊
- 1953年（昭和28年）
  - 7月：大刀洗陸軍飛行学校目達原分校敷地に起工。[4]
  - 11月：先遣部隊が移動。
- 1954年（昭和29年）3月10日：保安隊九州地区補給廠、武器大隊本部および第905輸送車両中隊が福岡駐屯地から移駐[5]。

保安隊目達原駐屯地
- 1954年（昭和29年）
  - 3月15日：目達原駐屯地が開設[5]。
  - 6月30日：第905輸送車両中隊が第307輸送中隊に改編。

陸上自衛隊目達原駐屯地
- 1954年（昭和29年）7月1日：陸上自衛隊へ移管[6]。保安隊九州地区補給廠が陸上自衛隊九州地区補給処に称号変更。
- 1956年（昭和31年）
  - 2月25日：鳥栖分屯地が開設。
  - 11月26日：第4航空隊が小月駐屯地から移駐。
- 1962年（昭和37年）
  - 1月18日：第4航空隊が第4飛行隊に称号変更し、西部方面航空隊隷下の部隊となる。
  - 3月：西部方面管制気象隊第1派遣隊が新編。
- 1964年（昭和39年）3月24日：武器大隊を改編し、西部方面武器隊が新編。
- 1968年（昭和43年）3月1日：西部方面ヘリコプター隊が新編。
- 1975年（昭和50年）3月26日：基地通信隊を廃止し、第321基地通信中隊が新編。
- 1976年（昭和51年）3月26日：西部方面輸送隊が新編。
- 1980年（昭和55年）3月25日：西部方面輸送隊が健軍駐屯地に移駐。
- 1990年（平成02年）3月26日：第3対戦車ヘリコプター隊が新編。
- 1994年（平成06年）3月28日：

1. 第4飛行隊が第4師団隷下の部隊となる。
2. 第104不発弾処理隊が西部方面武器隊隷下に新編。

- 1997年（平成09年）3月：映像伝送班目達原派遣隊を暫定配置。
- 1998年（平成10年）3月26日：陸上自衛隊九州補給処に改称。
- 2002年（平成14年）3月：映像伝送班目達原派遣隊を映像写真小隊空中伝送班に改称。
- 2003年（平成15年）3月27日：
  1. 西部方面武器隊および西部方面輸送隊を統合し、西部方面後方支援隊が新編[7]。
  2. 陸上自衛隊九州補給処の内部組織の改編。
  3. 第4飛行隊の改編。
- 2008年（平成20年）3月24日：城野分屯地（九州補給処城野支処）の閉鎖により、陸上自衛隊九州補給処の改編（九州補給処の倉庫が駐屯地内に移転）。
- 2010年（平成22年）3月12日：第3対戦車ヘリコプター隊に戦闘ヘリコプターAH-64Dを1機配備(JG-4509)。
- 2011年（平成23年）3月：第3対戦車ヘリコプター隊に戦闘ヘリコプターAH-64Dを2機目を配備(JG-4510)。
- 2012年（平成24年）1月24日：駐屯地にある整備工場2棟が全焼する火事が発生。負傷者はなかった[8]。
- 2018年（平成30年）2月5日：第3対戦車ヘリコプター隊所属のAH-64Dが点検飛行開始直後に市内の民家に墜落、機長と副操縦士の2名が死亡。
- 2019年（平成31年）3月26日：西部方面後方支援隊隷下のコア部隊の新編。

1. 第105補給大隊を新編[9][10]。
2. 第103弾薬大隊を新編[9][10]。

- 2021年（令和03年）3月18日：第3対戦車ヘリコプター隊が「第1戦闘ヘリコプター隊」に称号変更[11]
- 2023年（令和05年）3月23日：目達原TACAN運用開始[12]。
- 2025年（令和07年）
  - 4月1日：佐賀駐屯地業務隊準備隊を新編[13][14]。
  - 7月9日：佐賀駐屯地業務隊準備隊が佐賀駐屯地に移駐のうえ佐賀駐屯地業務隊に改編。

## 駐屯部隊・機関

### 西部方面隊隷下部隊・機関
- 陸上自衛隊九州補給処
- 第4師団
  - 第4飛行隊・UH-1J
- 西部方面後方支援隊
  - 西部方面後方支援隊本部
  - 西部方面後方支援隊本部付隊
  - 第106全般支援大隊
  - 第105補給大隊（コア部隊）
  - 第103弾薬大隊（コア部隊）
  - 第104不発弾処理隊
- 西部方面システム通信群
  - 本部中隊
    - 映像写真小隊
      - 空中伝送班

  - 第321基地通信中隊
- 西部方面航空隊
  - 西部方面ヘリコプター隊：UH-1J・UH-2・UH-60JA・CH-47J/A
  - 第1戦闘ヘリコプター隊：AH-64D・OH-1
  - 西部方面管制気象隊
    - 第1派遣隊

### 防衛大臣直轄部隊
- 警務隊
  - 西部方面警務隊
    - 第134地区警務隊
      - 目達原派遣隊

## 航空管制
| TWR                                           |
| 123.1MHz,126.2MHz,138.05MHz,139.8MHz,140.5MHz |

TWR以外の管制業務については、国土交通省大阪航空局福岡空港事務所が担当する。（福岡進入管制区）

## 創立記念行事
毎年10月に開催。アトラクションの一つとしてAH-1Sのフライトシミュレータ体験搭乗があり人気を博している。またダンボール着ぐるみガンダムが出現する。

## 最寄の幹線交通
- 高速道路：長崎自動車道東脊振IC
- 一般道：国道34号、国道385号、国道264号、佐賀県道31号佐賀川久保鳥栖線、佐賀県道・福岡県道133号坊所城島線、佐賀県道22号北茂安三田川線、佐賀県道48号佐賀外環状線
- 鉄道：JR九州長崎本線吉野ケ里公園駅
- バス：西鉄バス目達原バス停 - 正門正面
- 港湾：三池港（重要港湾）
- 飛行場：佐賀空港（第三種空港）

## 重要施設
- 航空自衛隊背振山分屯基地（レーダーサイト）